# Vicente Moreno Peris
Vicente Moreno Peris (Masanasa, Valencia; 26 de octubre de 1974) es un exfutbolista profesional y entrenador de fútbol español. Actualmente dirige al Al-Wakrah S. C. de la Qatar Stars League.

## Trayectoria

### Jugador
En sus comienzos, Moreno comenzó como interior derecho, pero poco a poco fue centrando su posición hasta convertirse en un mediocentro defensivo.

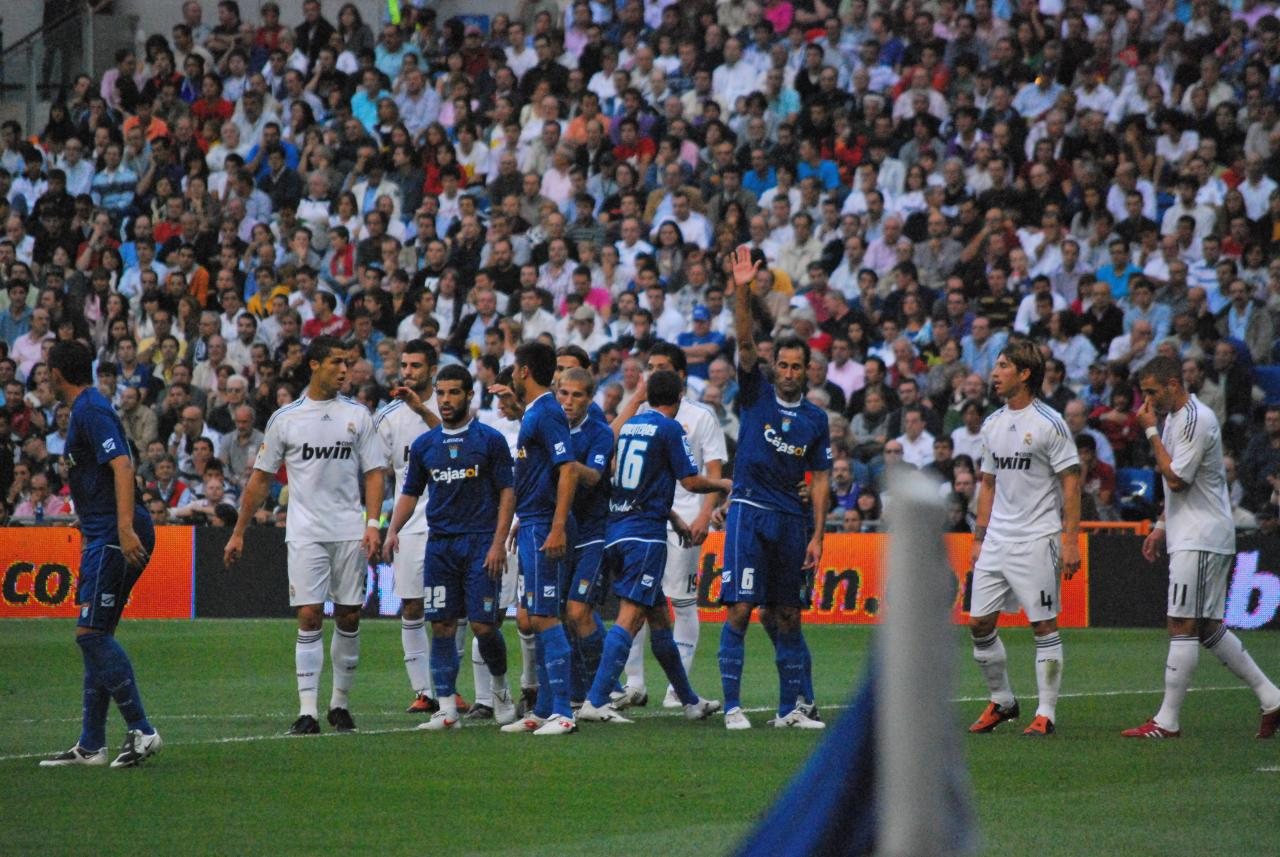
Jugando contra el Real Madrid Club de Fútbol.

El masanasero era uno de los jugadores con más futuro de la cantera valencianista, pero nunca llegó a dar el salto al primer equipo y con 23 años tuvo que marcharse al Ontinyent, donde cuajó una gran temporada.
En su siguiente temporada, la 99-00, Vicente Moreno fue traspasado al Guadix CD, un equipo humilde de un pueblo homónimo de Granada. Allí, en tierras andaluzas hizo una gran temporada llegando a marcar 11 goles y consiguiendo que el Xerez se fije en él.
Finalmente, en la temporada 00-01, Moreno se trasladó a Jerez para fichar por el primer equipo de la ciudad. Ese mismo año, Vicente logró el ascenso a Segunda División con el Xerez CD. Desde entonces siempre fue titular indiscutible con todos los entrenadores que pasaron por el club azulino; ganándose además, temporada tras temporada, el cariño de la afición gracias a su sacrificio en el campo y amor hacia el club. Moreno tuvo el honor de marcar un gol en el partido que supuso el histórico ascenso del Xerez a la Primera División, ante la SD Huesca (2-1).

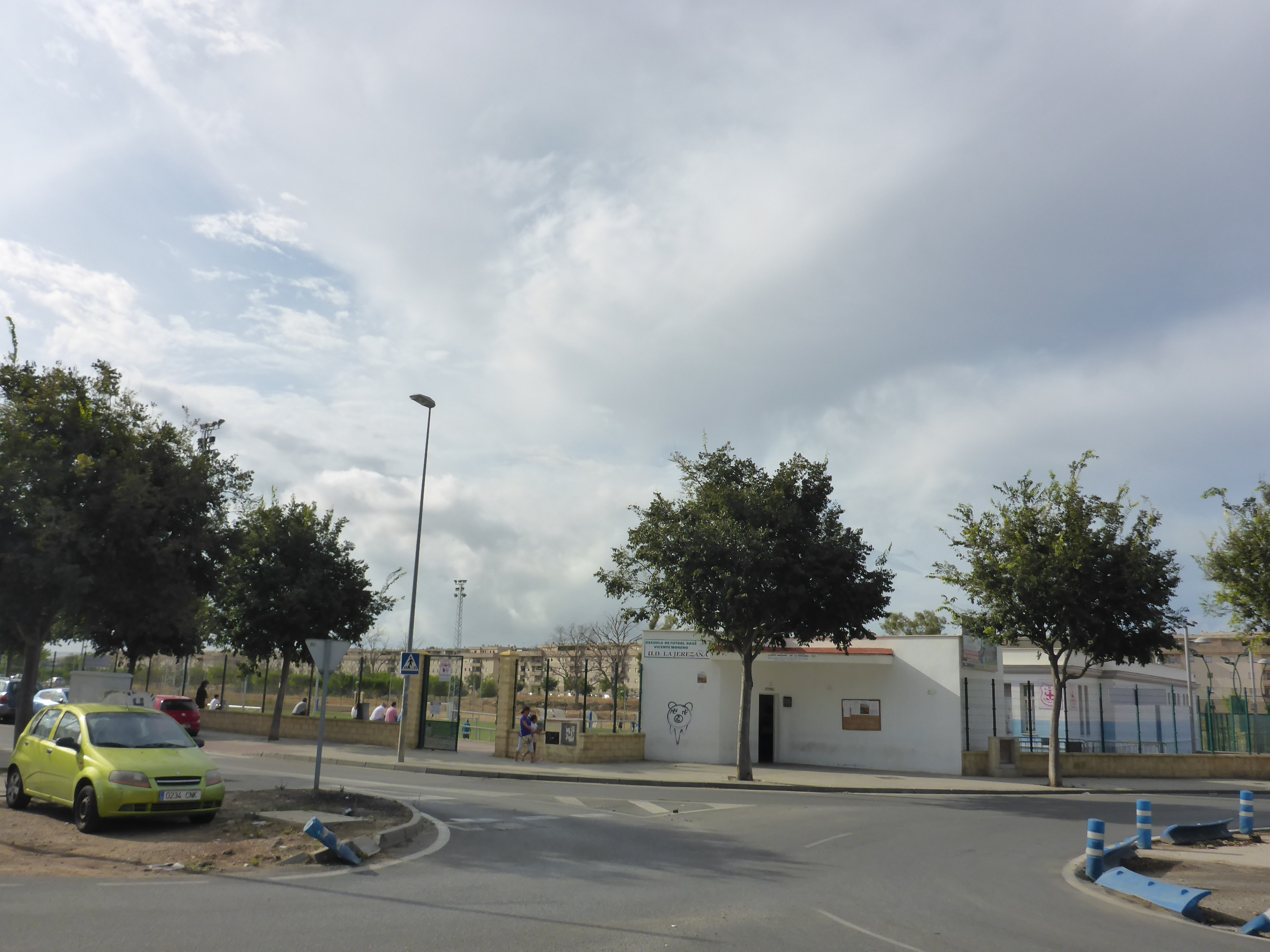
Escuela de fútbol base "Vicente Moreno"

En la temporada 2009-10, es elegido por el club xerecista para entrenar al Infantil A, el cual se crea esa misma temporada. El 16 de diciembre de 2010, Moreno es homenajeado por alcanzar los 400 partidos con el equipo azulino. Además, pudo celebrarlo marcando dos goles contra el Girona FC.

### Entrenador

#### Xerez CD
Al final de la temporada 2010-11, Moreno se retiró y pasó a ser segundo entrenador del Xerez. Pero tras el cese del primer entrenador Juan Merino en diciembre de 2011, Moreno se hizo cargo del conjunto jerezano hasta acabar la temporada 2011-12. El histórico futbolista del equipo azulino se había encontrado con un grupo inmerso en una tendencia peligrosa, cerca de los puestos de descenso; pero supo remontar el vuelo y alejarse de la zona caliente hasta alcanzar la permanencia, cosechando un total de 9 victorias, 6 empates y 11 derrotas. Sin embargo, abandonó la entidad en julio de 2012.

#### Selección de fútbol de la Comunidad Valenciana
En septiembre de 2013, se anuncia que será el seleccionador sub-18 de la selección de fútbol de la Comunidad Valenciana.

#### Gimnàstic de Tarragona
El 5 de noviembre del mismo año, fue contratado por el Club Gimnàstic de Tarragona como nuevo técnico.  logró cambiar la errática dinámica del equipo catalán, terminó la temporada con una racha de 10 victorias consecutivas que permitieron al Nàstic clasificarse para la promoción de ascenso a Segunda División. Allí llegó hasta la final, pero perdió ante el Llagostera. Sin embargo, los resultados convencieron al Consejo de Administración de la entidad para renovarlo por un año más.
El equipo grana continuó con la buena dinámica en la temporada 2014-15, situándose como líder de su grupo al terminar la primera vuelta y terminando como campeón destacado del mismo. Finalmente, logró el ascenso el 31 de mayo, al ganar 3-1 contra el Huesca, y renovó su contrato por otro año para dirigir al Nàstic en su regreso a la categoría de plata.
Ya en Segunda División, el equipo catalán fue una de las revelaciones del campeonato, pues estuvo muchas jornadas en posiciones de ascenso directo o promoción de ascenso a Primera División. Finalmente, el conjunto grana terminó como 3.er clasificado, clasificándose para el play-off de ascenso, donde fue eliminado por Osasuna. Pese a no poder culminar esta gran temporada logrando el ascenso, los buenos resultados del equipo propiciaron que el club renovara el contrato de Moreno por dos años más.
Pero en la LaLiga2 2016-17, el conjunto tarraconense sufrió un nefasto comienzo de temporada, lo que le hundió en la clasificación. Tres victorias en 4 partidos sacaron al equipo de la mala situación, pero de nuevo el equipo entró en una mala racha, tras 19 jornadas del campeonato. Además, fue eliminado de la Copa del Rey por el Deportivo Alavés. El 27 de diciembre de 2016, el club anunció de forma oficial que Moreno renunciaba a su cargo.

#### RCD Mallorca
El 20 de junio de 2017, fue presentado como nuevo preparador del Real Club Deportivo Mallorca. El conjunto balear, recién descendido a Segunda División B, logró el ascenso a Segunda División A al año siguiente. El 23 de junio de 2019, Moreno consiguió su segundo ascenso consecutivo, esta vez a Primera División, después de que el conjunto bermellón remontara en el partido de vuelta de la final del play-off al Deportivo de la Coruña por 3-0. El 15 de julio de 2019, renovó su contrato con el club por tres temporadas más. Sin embargo, no pudo mantener al elenco balear en la élite, descendiendo a Segunda División el 16 de julio de 2020, en la penúltima jornada de Liga.

#### RCD Espanyol
El 4 de agosto de 2020, después de unas largas y duras negociaciones entre el club balear y barcelonés, Vicente se desvinculó del Real Club Deportivo Mallorca y firmó como nuevo técnico del Real Club Deportivo Espanyol. Bajo su dirección, el equipo blanquiazul logró ascender a Primera División el 8 de mayo de 2021, un año después de perder la categoría, 5 jornadas antes de terminar la competición y como campeón de la división de plata. El 13 de mayo de 2022, habiendo obtenido la permanencia y conseguido los objetivos, siempre en la parte media alta de la clasificación, el club decidió prescindir de sus servicios y los del director deportivo Rufete, siendo sustituido por Luis Blanco.

#### Al-Shabab
El 28 de julio de 2022, se anunció su fichaje por el Al-Shabab de Arabia Saudita, firmando por una temporada, peleando por ganar la liga Saudí hasta las últimas jornadas.

#### U.D. Almería
El 17 de junio de 2023, fue oficializado como entrenador de la UD Almería por una temporada con opción a renovar por una más. Sin embargo, fue destituido el 29 de septiembre del mismo año, tras caer derrotado contra el Sevilla FC y lograr 2 puntos en 7 jornadas de Liga.

#### C.A. Osasuna
El 27 de mayo de 2024, se anunció su fichaje como nuevo entrenador del Club Atlético Osasuna, también en Primera División, tras la marcha del hasta entonces entrenador del conjunto rojillo, Jagoba Arrasate.El 14 de mayo de 2025, anunció su decisión de no continuar en el club navarro la próxima temporada, a pesar de haber llegado hasta cuartos de final de la Copa del Rey y de que había alcanzado la permanencia con bastante solvencia, hasta el punto de que incluso aspiraba, a falta de 3 jornadas para el final de la Liga, a clasificarse para una competición europea.

#### Al-Wakrah
El 28 de junio de 2025, fue contratado como técnico del Al-Wakrah.

## Clubes y estadísticas

### Como jugador
| Club         | Temporada | Categoría          | Partidos | Goles |
| ------------ | --------- | ------------------ | -------- | ----- |
| Valencia B   | 1995-1996 | Segunda División B | 29       | 6     |
| Valencia B   | 1996-1997 | Segunda División B | 36       | 1     |
| Valencia B   | 1997-1998 | Segunda División B | 18       | 1     |
| Ontinyent CF | 1998-1999 | Segunda División B | 36       | 3     |
| Guadix CD    | 1999-2000 | Segunda División B | 34       | 11    |
| Xerez CD     | 2000-2001 | Segunda División B | 34       | 2     |
| Xerez CD     | 2001-2002 | Segunda División   | 39       | 1     |
| Xerez CD     | 2002-2003 | Segunda División   | 38       | 1     |
| Xerez CD     | 2003-2004 | Segunda División   | 40       | 2     |
| Xerez CD     | 2004-2005 | Segunda División   | 39       | 3     |
| Xerez CD     | 2005-2006 | Segunda División   | 40       | 2     |
| Xerez CD     | 2006-2007 | Segunda División   | 40       | 2     |
| Xerez CD     | 2007-2008 | Segunda División   | 35       | 1     |
| Xerez CD     | 2008-2009 | Segunda División   | 37       | 2     |
| Xerez CD     | 2009-2010 | Primera División   | 22       | 1     |
| Xerez CD     | 2010-2011 | Segunda División   | 28       | 3     |

### Como entrenador
| Equipo                       | Div.                | Temporada           | Liga  | Liga | Liga | Liga | Liga |       | Copa | Copa | Copa | Copa  |   | Internacional | Internacional | Internacional | Internacional | Internacional |   | Otros | Otros | Otros | Otros |     | Totales     | Totales | Totales | Totales | Totales | Totales | Totales | Totales |
| Equipo                       | Div.                | Temporada           | Part. | G    | E    | P    | Pos. | Part. | G    | E    | P    | Part. | G | E             | P             | Pos.          | Part.         | G             | E | P     | Part. | G     | E     | P   | Rendimiento | GF      | GC      | Dif.    |         |         |         |         |
| ---------------------------- | ------------------- | ------------------- | ----- | ---- | ---- | ---- | ---- | ----- | ---- | ---- | ---- | ----- | - | ------------- | ------------- | ------------- | ------------- | ------------- | - | ----- | ----- | ----- | ----- | --- | ----------- | ------- | ------- | ------- | ------- | ------- | ------- | ------- |
| Xerez · España               | 2.ª                 | 2011-12             | 26    | 9    | 6    | 11   | 14.º | -     | -    | -    | -    | -     | - | -             | -             | -             | -             | -             | - | -     | 26    | 9     | 6     | 11  | 42.31%      | 35      | 46      | -11     |         |         |         |         |
| Xerez · España               | Total               | Total               | 26    | 9    | 6    | 11   | -    | -     | -    | -    | -    | -     | - | -             | -             | -             | -             | -             | - | -     | 26    | 9     | 6     | 11  | 42.31%      | 35      | 46      | -11     |         |         |         |         |
| Gimnàstic Tarragona · España | 2.ªB                | 2013-14             | 26    | 14   | 9    | 3    | 4.º  | 2     | 0    | 1    | 1    | -     | - | -             | -             | -             | 6             | 3             | 2 | 1     | 34    | 17    | 12    | 5   | 61.76%      | 48      | 30      | +18     |         |         |         |         |
| Gimnàstic Tarragona · España | 2.ªB                | 2014-15             | 38    | 21   | 10   | 7    | 1.º  | 2     | 0    | 1    | 1    | -     | - | -             | -             | -             | 4             | 2             | 1 | 1     | 44    | 23    | 12    | 9   | 61.36%      | 56      | 36      | +20     |         |         |         |         |
| Gimnàstic Tarragona · España | 2.ª                 | 2015-16             | 42    | 18   | 17   | 7    | 3.º  | 2     | 0    | 1    | 1    | -     | - | -             | -             | -             | 2             | 0             | 0 | 2     | 46    | 18    | 18    | 10  | 61.76%      | 63      | 51      | +12     |         |         |         |         |
| Gimnàstic Tarragona · España | 2.ª                 | 2016-17             | 19    | 3    | 7    | 9    | Inc. | 4     | 1    | 1    | 2    | -     | - | -             | -             | -             | -             | -             | - | -     | 23    | 4     | 8     | 11  | 28.98%      | 19      | 34      | -15     |         |         |         |         |
| Gimnàstic Tarragona · España | Total               | Total               | 125   | 56   | 43   | 26   | -    | 10    | 1    | 4    | 5    | -     | - | -             | -             | -             | 12            | 5             | 3 | 4     | 147   | 62    | 50    | 35  | 53.52%      | 186     | 151     | +35     |         |         |         |         |
| Mallorca · España            | 2.ªB                | 2017-18             | 38    | 20   | 13   | 5    | 1.º  | 1     | 0    | 1    | 0    | -     | - | -             | -             | -             | 4             | 3             | 1 | 0     | 43    | 23    | 15    | 5   | 65.12%      | 58      | 29      | +29     |         |         |         |         |
| Mallorca · España            | 2.ª                 | 2018-19             | 42    | 19   | 12   | 11   | 5.º  | 3     | 1    | 0    | 2    | -     | - | -             | -             | -             | 4             | 2             | 0 | 2     | 49    | 22    | 12    | 15  | 53.06%      | 61      | 44      | +17     |         |         |         |         |
| Mallorca · España            | 1.ª                 | 2019-20             | 38    | 9    | 6    | 23   | 19.º | 3     | 2    | 0    | 1    | -     | - | -             | -             | -             | -             | -             | - | -     | 41    | 11    | 6     | 24  | 31.71%      | 43      | 68      | -25     |         |         |         |         |
| Mallorca · España            | Total               | Total               | 118   | 48   | 31   | 39   | -    | 7     | 3    | 1    | 3    | -     | - | -             | -             | -             | 8             | 5             | 1 | 2     | 133   | 56    | 33    | 44  | 50.38%      | 162     | 141     | +21     |         |         |         |         |
| Espanyol · España            | 2.ª                 | 2020-21             | 42    | 24   | 10   | 8    | 1.º  | 3     | 2    | 0    | 1    | -     | - | -             | -             | -             | -             | -             | - | -     | 45    | 26    | 10    | 9   | 65.19%      | 74      | 30      | +44     |         |         |         |         |
| Espanyol · España            | 1.ª                 | 2021-22             | 36    | 10   | 10   | 16   | Inc. | 4     | 2    | 1    | 1    | -     | - | -             | -             | -             | -             | -             | - | -     | 40    | 12    | 11    | 17  | 39.17%      | 46      | 58      | -12     |         |         |         |         |
| Espanyol · España            | Total               | Total               | 78    | 34   | 20   | 24   | -    | 7     | 4    | 1    | 2    | -     | - | -             | -             | -             | -             | -             | - | -     | 85    | 38    | 21    | 26  | 52.95%      | 120     | 88      | +32     |         |         |         |         |
| Al-Shabab Arabia Saudita     | 1.ª                 | 2022-23             | 30    | 17   | 5    | 8    | 4.º  | 1     | 0    | 1    | 0    | 6     | 3 | 2             | 1             | 1/4           | -             | -             | - | -     | 37    | 20    | 8     | 9   | 61.26%      | 70      | 39      | +31     |         |         |         |         |
| Al-Shabab Arabia Saudita     | Total               | Total               | 30    | 17   | 5    | 8    | -    | 1     | 0    | 1    | 0    | 6     | 3 | 2             | 1             | -             | -             | -             | - | -     | 37    | 20    | 8     | 9   | 61.26%      | 70      | 39      | +31     |         |         |         |         |
| Almería · España             | 1.ª                 | 2023-24             | 7     | 0    | 2    | 5    | Inc. | -     | -    | -    | -    | -     | - | -             | -             | -             | -             | -             | - | -     | 7     | 0     | 2     | 5   | 9.52%       | 8       | 18      | -10     |         |         |         |         |
| Almería · España             | Total               | Total               | 7     | 0    | 2    | 5    | -    | -     | -    | -    | -    | -     | - | -             | -             | -             | -             | -             | - | -     | 7     | 0     | 2     | 5   | 9.52%       | 8       | 18      | -10     |         |         |         |         |
| Osasuna · España             | 1.ª                 | 2024-25             | 38    | 12   | 16   | 10   | 9.º  | 5     | 4    | 0    | 1    | -     | - | -             | -             | -             | -             | -             | - | -     | 43    | 16    | 16    | 11  | 49.61%      | 61      | 59      | +2      |         |         |         |         |
| Osasuna · España             | Total               | Total               | 38    | 12   | 16   | 10   | -    | 5     | 4    | 0    | 1    | -     | - | -             | -             | -             | -             | -             | - | -     | 43    | 16    | 16    | 11  | 49.61%      | 61      | 59      | +2      |         |         |         |         |
| Al-Wakrah Catar              | 1.ª                 | 2025-26             | 1     | 0    | 1    | 0    | -    | 0     | 0    | 0    | 0    | -     | - | -             | -             | -             | -             | -             | - | -     | 1     | 0     | 1     | 0   | 33.33%      | 2       | 2       | +0      |         |         |         |         |
| Al-Wakrah Catar              | Total               | Total               | 1     | 0    | 1    | 0    | -    | 0     | 0    | 0    | 0    | -     | - | -             | -             | -             | -             | -             | - | -     | 1     | 0     | 1     | 0   | 33.33%      | 2       | 2       | +0      |         |         |         |         |
| Total en su carrera          | Total en su carrera | Total en su carrera | 423   | 176  | 124  | 123  | -    | 30    | 12   | 7    | 11   | 6     | 3 | 2             | 1             | -             | 20            | 10            | 4 | 6     | 479   | 201   | 137   | 141 | 51.49%      | 644     | 544     | +100    |         |         |         |         |
| 1. 2. 3.                     |                     |                     |       |      |      |      |      |       |      |      |      |       |   |               |               |               |               |               |   |       |       |       |       |     |             |         |         |         |         |         |         |         |

#### Resumen por competiciones
| Competición                         | Partidos | Ganados | Empatados | Perdidos | %      | Resultado        |
| ----------------------------------- | -------- | ------- | --------- | -------- | ------ | ---------------- |
| Segunda División B de España        | 116      | 63      | 36        | 17       | 64.65% | Campeón          |
| Segunda División de España          | 177      | 75      | 52        | 50       | 52.16% | Campeón          |
| LaLiga                              | 119      | 31      | 34        | 54       | 35.57% | 9.º lugar        |
| Copa del Rey                        | 29       | 12      | 6         | 11       | 48.28% | Cuartos de final |
| Liga Profesional Saudí              | 30       | 17      | 5         | 8        | 62.23% | 4.º lugar        |
| Copa del Rey de Campeones           | 1        | 0       | 1         | 0        | 33.33% | Octavos de final |
| Liga de fútbol de Catar             | 1        | 0       | 1         | 0        | 33.33% | En disputa       |
| Copa del Emir de Catar              | 0        | 0       | 0         | 0        | 0%     | En disputa       |
| Copa Príncipe de la Corona de Catar | 0        | 0       | 0         | 0        | 0%     | En disputa       |
| Copa de las Estrellas de Catar      | 0        | 0       | 0         | 0        | 0%     | En disputa       |
| Liga de Campeones de la AFC         | 2        | 1       | 0         | 1        | 50%    | Cuartos de final |
| Campeonato de Clubes Árabes         | 4        | 2       | 2         | 0        | 66.67% | Fase de grupos   |
| TOTAL                               | 479      | 201     | 137       | 141      | 51.49% | 3 Títulos        |

## Palmarés

### Como jugador
| Título           | Equipo | País   | Año     |
| ---------------- | ------ | ------ | ------- |
| Segunda División | Xerez  | España | 2008-09 |

### Como entrenador
| Título             | Equipo                 | País   | Año     |
| ------------------ | ---------------------- | ------ | ------- |
| Segunda División B | Gimnàstic de Tarragona | España | 2014-15 |
| Segunda División B | Mallorca               | España | 2017-18 |
| Segunda División   | Espanyol               | España | 2020-21 |

| Distinción        | Año  |
| ----------------- | ---- |
| Premio Ramón Cobo | 2015 |